# Platyrinchus flavigularis
A Platyrinchus flavigularis a madarak (Aves) osztályának a verébalakúak (Passeriformes) rendjébe a királygébicsfélék (Tyrannidae) családjába tartozó faj.

## Rendszerezése
A fajt Philip Lutley Sclater angol ügyvéd és zoológus írta le 1862-ben.

## Alfajai
- Platyrinchus flavigularis flavigularis P. L. Sclater, 1862
- Platyrinchus flavigularis vividus Phelps & W. H. Phelps Jr, 1952

## Előfordulása
Kolumbia, Ecuador, Peru és Venezuela területén honos. Természetes élőhelyei a szubtrópusi és trópusi síkvidéki és hegyi esőerdők. Állandó, nem vonuló faj.

## Megjelenése
Testhossza 11 centiméter.

## Természetvédelmi helyzete
Elterjedési területe nagyon nagy, egyedszáma ugyan csökken, de még nem éri el a kritikus szintet, a Természetvédelmi Világszövetség Vörös listáján nem fenyegetett fajként szerepel.